# Lesquielles-Saint-Germain
Lesquielles-Saint-Germain je francouzská obec v departementu Aisne v regionu Hauts-de-France. Žije zde 776 obyvatel.

## Poloha obce
Obec leží na severu departementu Aisne.

### Sousední obce
| Růžice kompasu | Tupigny     | Hannapes                  | Iron                          | Růžice kompasu |
| Růžice kompasu | Grand-Verly | Sever                     | Villers-lès-Guise             | Růžice kompasu |
| Růžice kompasu | Grand-Verly | Lesquielles-Saint-Germain | Villers-lès-Guise             | Růžice kompasu |
| Růžice kompasu | Grand-Verly | Jih                       | Villers-lès-Guise             | Růžice kompasu |
| Růžice kompasu | Vadencourt  | Guise                     | Flavigny-le-Grand-et-Beaurain | Růžice kompasu |